# Chiesa di San Giacomo Maggiore (Ferrara)
La chiesa di San Giacomo Maggiore è la parrocchiale di Casaglia, frazione di Ferrara. Appartiene all'arcidiocesi di Ferrara-Comacchio e risale al XV secolo.

## Storia
La chiesa nella piccola località di Casaglia, posta a nord ovest della città di Ferrara, venne eretta per volontà di Borso d'Este nel 1460. Nel territorio vicino venne edificato anche un casino da caccia e una delle Delizie estensi, la delizia di Diamantina.
Venne consacrata nel 1461.
In epoche successive divenne proprietà di famiglie nobili come i Pio di Savoia e gli Scotti e fu oggetto di vari interventi restaurativi  nel XVIII e XIX secolo.
Il terremoto dell'Emilia del 2012 ha danneggiato l'edificio e questo ha richiesto un intervento per la messa in sicurezza e il suo restauro.

## Descrizione
Il complesso comprende l'edificio della chiesa, che nelle sue forme recenti risale al XVIII secolo, la torre campanaria, che risale al XV secolo, e la canonica che risale al XVIII secolo.